# Hemsleya longgangensis
Hemsleya longgangensis là một loài thực vật có hoa trong họ Cucurbitaceae. Loài này được X.X. Chen & D.R. Liang mô tả khoa học đầu tiên năm 1992.